# Anthene keyensis
Anthene keyensis är en fjärilsart som beskrevs av Tite 1966. Anthene keyensis ingår i släktet Anthene och familjen juvelvingar. Inga underarter finns listade i Catalogue of Life.